# 菩萨庙水库
菩萨庙水库是中国辽宁省朝阳市凌源市境内的一座水库，位于大凌河西支一支上，建于1972年。水库正常库容为750万立方米，集雨面积为122平方千米，海拔为66.5米。